# Kubota
Kubota é uma empresa multinacional japonesa fundada por Gonshiro Kubota em 1890 e que produz tratores, equipamentos de construção, motores, sistemas de ar-condicionado, máquinas automáticas de vendas, sistemas de controle de pesagem e medição para máquinas agrícolas e industriais. No setor de sistemas de água e meio ambiente, seus produtos incluem tubos de ferro dúctil, acessórios de drenagem em pilha única, válvulas, bombas, soluções de membrana e materiais para estações de tratamento de esgoto. A empresa também fornece cerâmicas, fundições industriais e tubos de aço com solda em espiral. Oferece serviços de financiamento, logística e materiais para telhados e revestimentos. Possui unidades de fabricação no Japão e também na América do Norte, Ásia e Europa. A Kubota está sediada em Osaka no Japão.

Sede da Kubota em Osaka, Japão.

## História

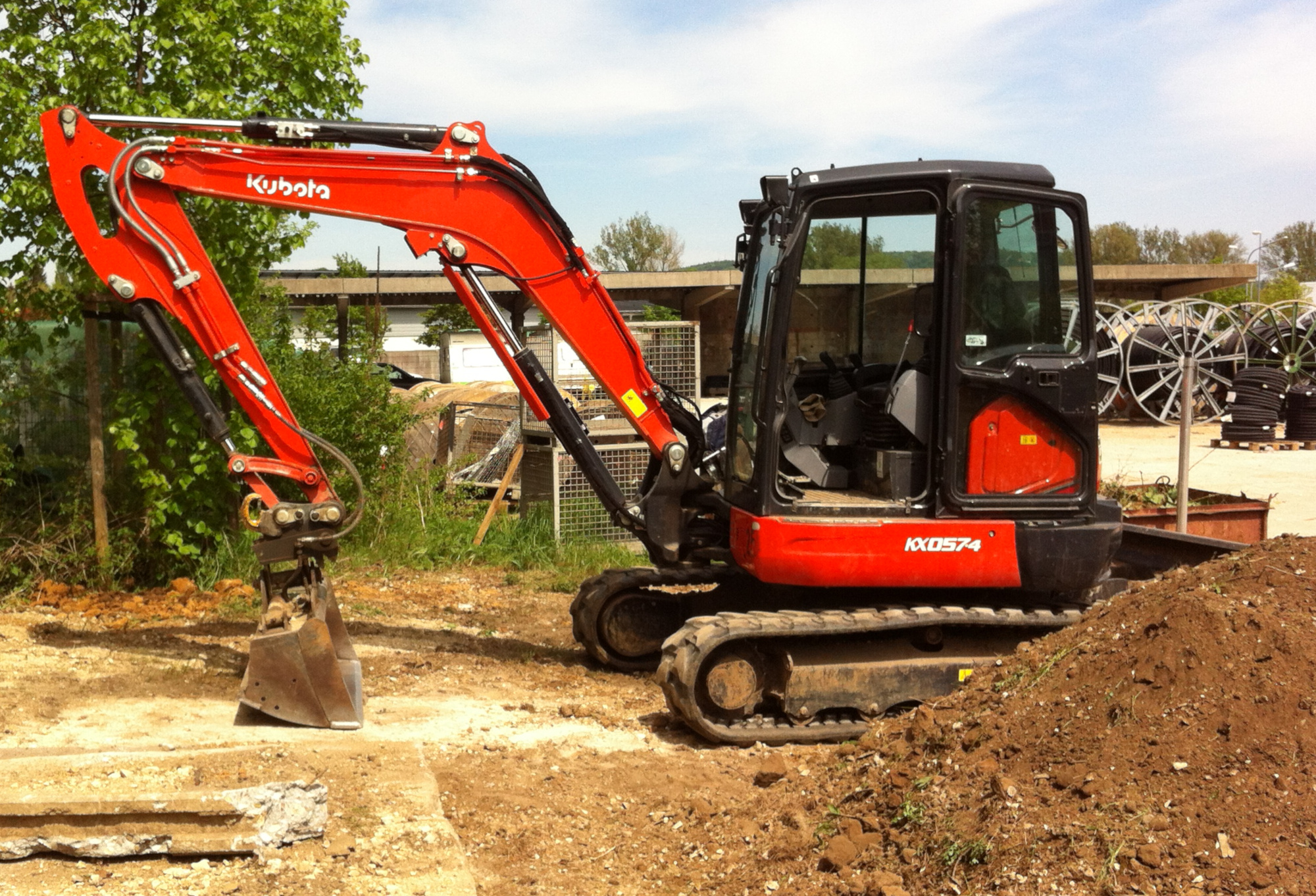
Mini escavadeira fabricada pela Kubota.

Foi Fundada por Gonshiro Kubota em 1890 para produzir fundições para balanças e itens de uso diário, em 1893 iniciou a fabricação de tubos de ferro fundido para sistemas de abastecimento de água, em 1897 se alterou o nome corporativo da empresa de Oide Chuzo-jo para Kubota Tekko-jo e ano mesmo ano começou a fabricar equipamentos para redes de água, como hidrantes e válvulas de comporta.
Em 1917 é inaugurada a fábrica de Amagasaki e de onde passou a ser produzidas os sistemas de abastecimento de água.
Em 1922 iniciou a produção de motores a óleo para usos agroindustriais.
E no ano de 1939 ocorre a primeira oferta pública de ações da companhia.
E em 1947 começa a fabricação de um cultivador desenvolvido pela empresa.
Em 1953 ocorre a alteração do nome da empresa de Kubota Tekko-jo para Kubota Tekko, no mesmo ano é fundada a Kubota Kenki, marcando a entrada na indústria de equipamentos de construção. Início da fabricação de escavadoras e outros equipamentos de construção, bem como maquinários marítimos, em 1957 tem início a expansão para o setor de materiais de construção para habitação. 
Já em 1960 tem o lançamento comercial de tratores para cultivo de campo, ainda neste tem a primeira encomenda e conclusão de um projeto de abastecimento de água no exterior, em 1962 é iniciado o negócio de produtos ambientais e de produção de tratores para campos alagados. Em 1963 a Kubota começa a fabricar máquinas automáticas de vendas, no ano de 1964, se começa a fabricação de plantas incineradoras municipais e em 1969, a companhia conclui um sistema completo para a mecanização agrícola. 
Em 1972  é criada a Kubota Tractor Corporation nos Estados Unidos para consolidar sua presença no mercado norte-americano de tratores.
Em 1986, começou a produzir placas eletrônicas, discos rígidos e cortadores de grama controlados remotamente. 
Em 1990 a empresa comemorou seu centenário e mudou o nome para Kubota Corporation. Lançou um novo logotipo e identidade visual e em 1992, iniciou a pesquisa e desenvolvimento de usinas de incineração com instalações eficientes de geração de energia a partir de resíduos. O Centro Internacional de Planejamento Ambiental foi criado na Faculdade de Engenharia da Universidade de Tóquio com apoio da Kubota Corporation. 
Em 2002, a produção total de nossos motores industriais ultrapassou 20 milhões de unidades, já em 2005, a produção total de tratores ultrapassou 3 milhões de unidades, em 2006 foi inaugurada uma nova fábrica de implementos nos Estados Unidos, no ano de 2009 foi concluída a primeira fabrica de tratores de uma empresa de capital japonês na Tailândia e no mesmo ano foi concluída uma fábrica de tubos de ferro dúctil na Índia em parceria com a TATA Metaliks Ltd., empresa pertencente ao TATA Group. 

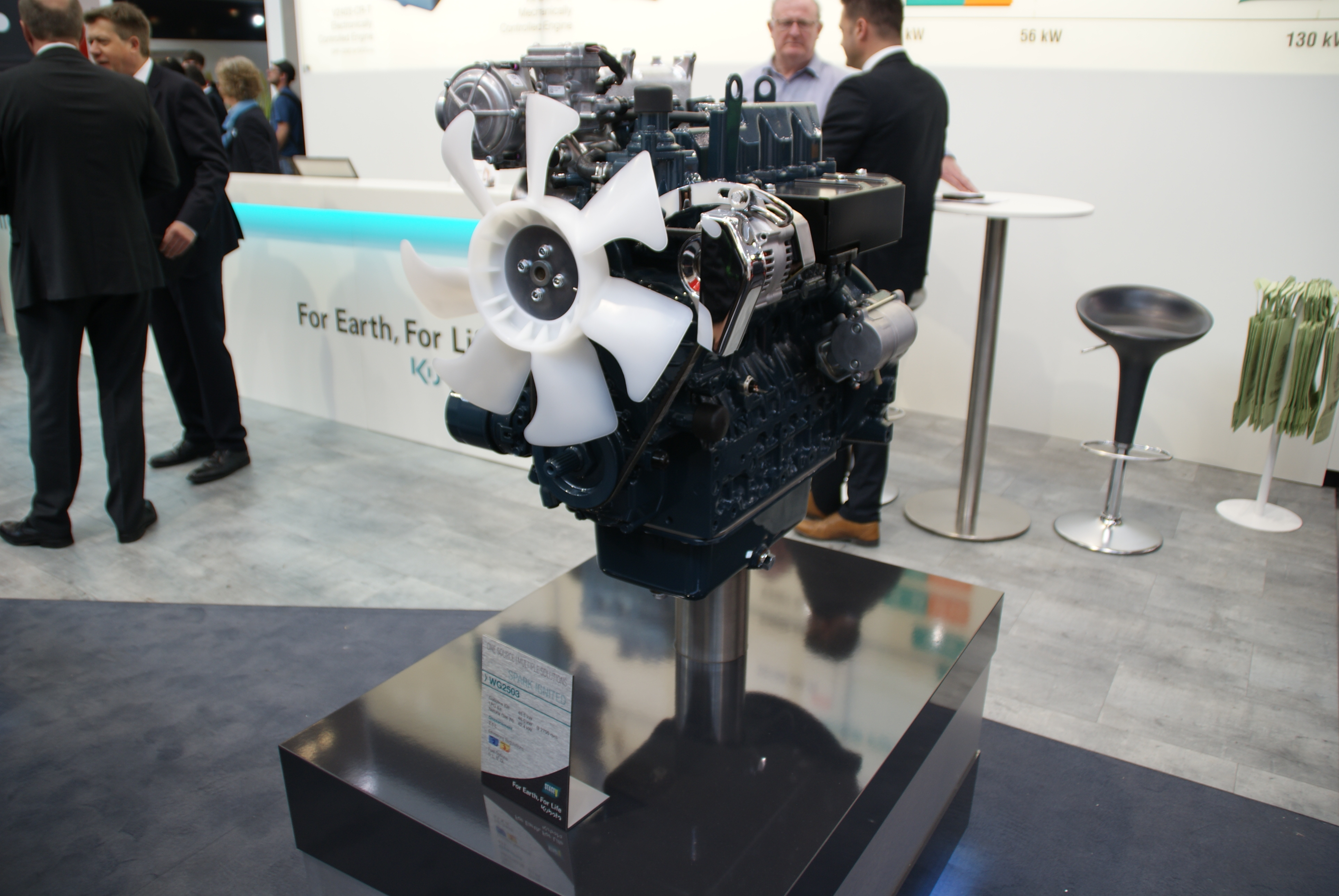
Motor fabricado pela Kubota.

Em 2010 começou a produzir colheitadeiras na Tailândia e também estabeleceu uma empresa de produção e venda de bombas de uso industrial na China, em 2011, concluiu uma planta de produtos em aço fundido na Arábia Saudita e outra de maquinário de construção na China e no mesmo ano, estabeleceu uma empresa especializada na importação, moagem e venda de arroz japonês em Hong Kong, no de 2012 construiu uma fabrica de motores na China e adquiriu a empresa norueguesa de equipamentos agrícolas Kverneland.Em 2013 foi estabelecido uma empresa de aquisição de peças na Tailândia e também uma fabrica de produção de tratores compactos nos Estados Unidos, em 2014 a Kubota inaugurou uma unidade de produção tratores para cultivo em terra na França, em 2017 estabeleceu seua sede europeia nos Países Baixos e em 2018 formou uma joint venture com a empresa indiana Escorts Ltd. para a produção de tratores.